# 三基脉紫菀
三基脉紫菀（学名：Aster trinervius）为菊科紫菀属的植物。分布在缅甸、不丹、尼泊尔、印度以及中国大陆的西藏等地，生长于海拔3,100米的地区，常生于松林中，目前已由人工引种栽培。

## 别名
三脉叶马兰

## 变种
- Aster ageratoides Turcz. var. trinervius (Roxb.) Hand.-Mazz.